# 왕포항
왕포항은 전북특별자치도 부안군 진서면 운호리 왕포에 위치한 어항이다. 2008년 12월 16일 어촌정주어항으로 지정되었다. 시설관리자는 부안군수이다.

## 연혁
- 1972년 4월 12일 소규모어항으로 지정되었다가 2008년 12월 16일 어촌정주어항으로 지정되었다.

## 어항 구역
- 수역: 기존 선착장에서 각각 30m 평행 이동한 선내의 공유수면(17,800m2)[1]

## 어항 시설
- 방파제 55m, 선착장 188m

## 주요 어종
- 주꾸미, 전어, 새우